# Szalamisz (Ciprus)
Szalamisz (ógörögül: Σαλαμίς) ókori királyság és városállam volt Ciprus keleti partján, a Pedieosz folyó torkolatánál. A város hat kilométerre, északra feküdt a mai Famagustától. Az ókorban, fekvéséből eredően Szalamisz volt Ciprus legfontosabb kikötője és a római időkben a sziget legnagyobb városa is.

## Története
A hagyomány szerint a várost Telamon fia, a Szalamisz szigetről származó, a trójai háborút megjáró hős, Teukrosz alapította. Szalamisz az ókorban a kb. tíz ciprusi királyság közül az egyik legbefolyásosabb volt. Ennek legfőbb oka a város elhelyezkedésében keresendő: kikötőjéből könnyen elérhető volt a mediterráneum keleti medencéje, így Szalamisz volt a sziget legfontosabb kikötővárosa.
A perzsák elleni  ión felkelés vezetője Cipruson, a város királya, Onészilosz volt. A felkelés kitörésekor megbuktatta bátyját, Gorgoszt, aki Szalamisz perzsa-párti királya volt, majd egyesítette a sziget többi királyságát a perzsák ellen. A Szalamisz közelében partra szálló perzsákkal szemben eleinte sikereket ért el, ám Kurion királyának árulása miatt végül elbukott, és ő maga is elesett a csatában.
A város legfontosabb uralkodója Euagorasz király (Kr. e. 410–374) volt, aki fennhatóságát majdnem az egész szigetre kiterjesztette és szövetségeseivel (Athénnal, majd Egyiptommal) hosszú időn keresztül sikerrel lépett fel a Perzsa Birodalommal és annak szövetségesével, a föníciaiakkal szemben. Nevéhez kötődik a görög műveltség elterjesztése a szigeten. Szövetségeseit elveszítve elbukott, a perzsák elleni tízéves háborújában, ám szalamiszi trónját haláláig megtarthatta.
A trónon fia Nikoklész (Kr. e. 374–331) követte, majd a perzsákkal szövetkező II. Euagorasz (Kr.e. 311-351). II. Euagorasz perzsa párti politikája ellenállást váltott ki a szigeten. Helyére az ellene fellépő Pnütagorasz került és a köztük kibontakozó harc végén II. Euagorasz Kr.e. 347-ben végleg elmenekült Föníciába. Pnütagorasz az ekkoriban megerősödő Nagy Sándor oldalára állt. Fontos segítséget nyújtott a makedón uralkodónak, amikor Kr.e. 332-ben hajóival részt vett Türosz elfoglalásában és ezzel egyúttal biztosította Nagy Sándor további terjeszkedését a térségben. Nagy Sándor – a segítség viszonzásaként – Pnütagorasznak juttatta a rézbányákban gazdag Tamasszosz városát. Szalamisz következő királya Nikokreon volt, majd a város elvesztette jelentőségét.
Fontos szerepet játszott a város a kereszténység elterjedésében: Szalamisz volt Pál apostol első hittérítő utazásának első állomása. Itt lépett a szigetre 45-ben a Cipruson született Barnabással. A hagyomány szerint Barnabás itt szenvedett vértanúságot 61-ben. Érkezésük nem volt meglepő: a városban – ami ekkor Ciprus legnagyobb települése volt – komoly zsidó közösség is élt. Az új vallás terjedése feszültséget keltett Cipruson és 116-ban Szalamiszban zsidó felkelés tört ki, ami a szalamiszi görögség ellentámadását váltotta ki. Az összecsapások mindkét oldalon (a zsidók és a görögök közül is) komoly áldozatokat követeltek. Zsidók ettől kezdve a szigeten nem telepedhettek le.
332-ben egy földrengés romba döntötte a várost, amit néhány évvel később II. Constantinus római császár segítségével építettek újjá. A császár átnevezte a várost, ami Constantia néven ismét a sziget fővárosa és egyben érseki székhelye lett.Szalamisz végül az arabok támadásai következtében a 7. században néptelenedett el.[forrás?]

## Fordítás
- Ez a szócikk részben vagy egészben  a   Salamis, Cyprus című angol Wikipédia-szócikk ezen változatának fordításán alapul.  Az eredeti cikk szerkesztőit annak laptörténete sorolja fel. Ez a jelzés csupán a megfogalmazás eredetét és a szerzői jogokat jelzi, nem szolgál a cikkben szereplő információk forrásmegjelöléseként.